# برزنجی‌ها
سادات بَرزَنجی خاندان کُرد از شیوخ طریقت نوربخشیه و قادریه در کردستان ایران و استان اذربایجان غربی و کردستان عراق می‌باشند.

## تاریخچه
برزنجیان از سادات متنفذ جنوب کردستان در سده‌های هفتم تا سیزدهم و نیز درحال حاضر هستند. این خاندان نسب خود را به امام موسی کاظم می‌رسانند. نام برزنجی برگرفته از روستایی به نام برزنجه در خاور سلیمانیه است. سال استقرار آنان در برزنجه ۶۵۶ یا ۸۶۰ ه‍.ق ذکر شده‌است.
دربارهٔ علت استقرار آنان در برزنجه، ادموندز بر اساس منابع شفاهی، داستانی آورده‌است که خود به ناسازگاری تاریخی آن تصریح دارد. شیوخ نوربخشیه و قادریه از نسل شیخ عیسی هستند ازجمله بابا رسول، شیخ محمد نودهی، شیخ حسن گله‌زرد، شیخ اسماعیل قازانقایی (ولیانی)، شیخ محمد معروف، کاک احمد و شیخ محمود برزنجی.
از خاندان برزنجی بزرگان دیگری در فقه و حدیث و علوم اسلامی شهرت داشتند، و بدین‌گونه چندین سده، هدایت مردم این منطقه بر عهده آنان بود.